# Alan D. Roberts
Alan D. Roberts est un scientifique du Centre de recherche Tun Abdul Razak (TARRC) reconnu pour ses contributions à la compréhension des phénomènes de contact dans les élastomères, et en particulier l'équation JKR .

## Éducation
Roberts obtient son doctorat en philosophie en 1968, ayant travaillé dans le laboratoire Cavendish de l'Université de Cambridge, sous la supervision du tribologue David Tabor.

## Carrière
Son article de 1971  avec Kevin Kendall (en) et Kenneth L. Johnson forme la base des théories modernes de la mécanique des contacts .
En 1974, Roberts est recruté au sein du groupe de physique appliquée de l'Association malaisienne de recherche des producteurs de caoutchouc (MRRPA) par Alan G. Thomas. Il étudie le frottement de glissement du caoutchouc sur les surfaces humides et sur la glace, les effets du pH et de la concentration en sel, et d'autres effets.
En 1983, il est promu directeur adjoint du MRPRA, et l'année suivante directeur adjoint.
Roberts reçoit la médaille Lavoisier en 1998, de la Société française de l'industrie chimique et, en 2014, la médaille Charles Goodyear de la division caoutchouc de l'American Chemical Society. 